# Tichet de masă
Tichetele de masă sunt bonuri valorice folosite ca instrument de plată pentru produsele alimentare.
Acestea pot fi considerate cheltuială deductibilă, pentru angajat impozitându-se cu 10%.
Spre deosebire de bani, tichetele de masă sunt hârtii valorice nefungibile.
Tichetele de masă au fost create în Franța anilor 1960 și au fost apoi adoptate de celelalte state, pentru a încuraja companiile să contribuie financiar la o mai bună alimentație a angajaților, determinând astfel creșterea productivității și îmbunătățirea stării generale de sănătate a populației.

## Tichetele de masă în România
În România tichetele de masă sunt reglementate legislativ, prin legea 142/1998, fiind un beneficiu extrasalarial deductibil și exonerat de taxe, atât pentru angajat cât și pentru angajator și reprezintă o alocație individuală de hrană.
Tichetele sau bonurile de masă reprezintă, potrivit Legii 142/1998, „o alocație individuală de hrană” pe care firmele o pot acorda angajaților cu contracte de muncă pentru fiecare zi lucrată pe parcursul unei luni calendaristice.
Tichetele de masă sunt deductibile la calculul impozitului pe profit și scutite de contribuțiile patronale și salariale. Acestea se impozitează cu impozitul pe venit, de 10%, conform Ordonanței de Urgență nr. 58/2010 și normelor de aplicare a acesteia privind modificarea și completarea Legii 571/2003.
Valoarea maximă a unui tichet de masă este în prezent 40 de lei.
Emiterea tichetelor de masă se face de către unitățile autorizate de Ministerul Finanțelor Publice sau de către angajatorii ce au organizate cantine-restaurant sau bufete.
Tichetele de masa erau emise în trecut pe suport de hârtie iar în prezent sunt exclusiv pe suport electronic (card). 
Pentru a fi valabil, un tichet de masă trebuia să aibă înscris numărul sub care a fost înseriat de unitatea emitentă, să fie imprimate numele și adresa emitentului, valoarea nominală a tichetului, perioada de valabilitate, interdicția de a fi utilizat pentru achiziționarea țigărilor și a băuturilor alcoolice, spațiu pentru a înscrie numele și prenumele salariatului care este în drept să utilizeze tichetul de masă, spațiu rezervat înscrierii datei și aplicării ștampilei unității la care tichetul de masă a fost utilizat.
Pentru a fi protejate împotriva tentativelor de falsificare, tichetele de masă conțineau elemente de siguranță (diferite elemente grafice, cerneală termică sau fluorescentă etc).
Cu un regim asemănător, legea română reglementează și tichetele cadou, precum și tichetele de creșă.
Emitenții de tichete de masă din România sunt: Edenred Romania (Ticket Restaurant), UP Romania, Pluxee România și Cuget Liber Poligraf.

## Legislație
Tichetele de masă în România sunt reglementate prin:
- Legea nr. 142/1998 privind acordarea tichetelor de masă, cu completările ulterioare; ultima modificare a acestei legi a fost realizată în data de 15 noiembrie 2013 când a fost introdus un nou suport pentru oferirea tichetelor de masă: suportul electronic. În curând, angajații din România vor putea primi tichete de masă și pe card. De menționat ca noile carduri de masă vor fi carduri special dedicate utilizării tichetelor de masă și nu vor avea funcțiunile unui card bancar. 
- Hotărârea Guvernului nr. 5/1999 pentru aprobarea Normelor de aplicare a Legii nr. 142/1998 privind acordarea tichetelor de masă; Normele de aplicare privind recentele modificări prin care au fost introduse tichetele de masă electronice sunt în curs de elaborare de către autorități. 